# Waroona Shire
Waroona Shire är en kommun i Western Australia, Australien. Kommunen, som är belägen 110 kilometer söder om Perth, i regionen Peel, har en yta på 832 kvadratkilometer, och en folkmängd, enligt 2011 års folkräkning, på 3 582. Huvudort är Waroona. Andra orter i kommunen är Hamel, Lake Clifton, Nanga Brook, Preston Beach och Wagerup.